# 미겔레테탑

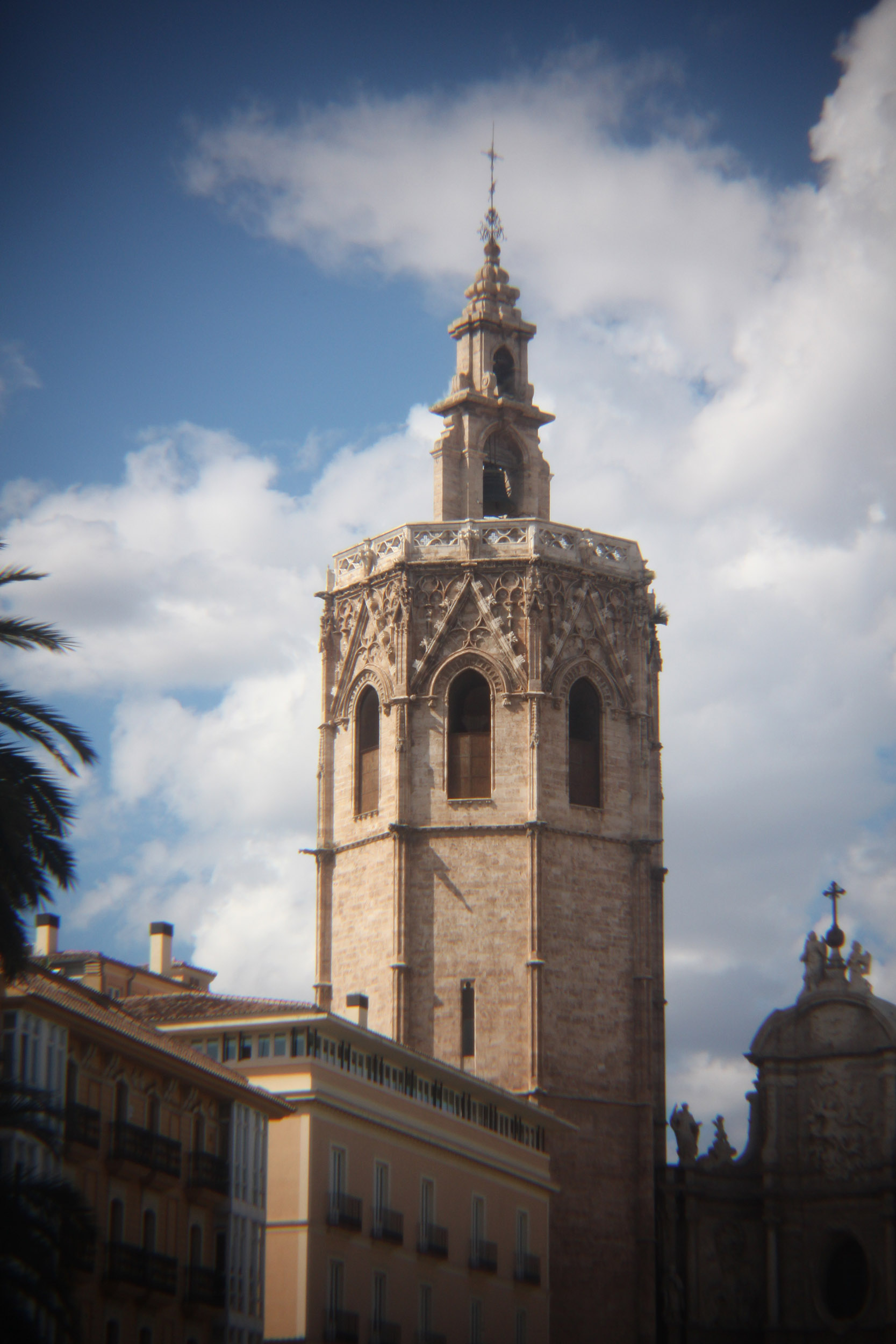
미겔레테탑

미겔레테탑(카탈루냐어: Torre del Micalet)은 스페인 발렌시아 대성당의 종탑이다.
이 탑의 건설은 1381년에 시작되어 1429년에 완료되었다. 그 복잡함과 긴 건설 기간으로 인해 여러 명의 거장 건축가들이 연이어 감독했다.